# Vinius exilis
Vinius exilis är en fjärilsart som beskrevs av Carl Plötz 1883. Vinius exilis ingår i släktet Vinius och familjen tjockhuvuden. Inga underarter finns listade i Catalogue of Life.